# Єменські євреї Ізраїлю
Єменські євреї в Ізраїлі — іммігранти та нащадки іммігрантів єменських єврейських громад, які зараз проживають у державі Ізраїль. У ширшому визначенні їх налічується близько 400 тисяч. У період з червня 1949 року по вересень 1950 року переважна більшість єврейського населення Ємену та Адена була перевезена до Ізраїлю в рамках операції «Орлині крила».

## Історія

### Перша хвиля сучасної еміграції: 1881—1914
Завдяки змінам в Османській імперії громадяни могли пересуватися вільніше, а в 1869 році подорожі було покращено з відкриттям Суецького каналу, який скоротив час подорожі з Ємену до Османської Сирії. Деякі єменські євреї витлумачили ці зміни та нові події у «Святій землі» як небесні знаки того, що час викуплення наближається. Оселившись в Османській Сирії, вони зіграли б роль у тому, що, на їхню думку, могло б прискорити очікувану месіанську еру. Еміграція з Ємену до Мутасаррифату Єрусалим почалася на початку 1881 року і тривала майже безперервно до 1914 року. Саме в цей час близько 10 % єменських євреїв виїхали. З 1881 по 1882 рік кілька сотень євреїв покинули Сану та кілька прилеглих поселень. За цією хвилею вирушили інші євреї з центрального Ємену, які продовжували переїжджати в османські сирійські санджаки до 1914 року. Більшість цих груп переїхала до Єрусалиму та Яффи. 1884 року кілька сімей оселилися в новозбудованому районі під назвою Єменське село Кфар-Гашілоах (івр. כפר השילוח) в єрусалимському районі Силван, і побудував Староєменську синагогу.
Перед Першою світовою війною була ще одна хвиля еміграції, яка почалася в 1906 році і тривала до 1914 року. Сотні єменських євреїв потрапили до Османської Сирії та вирішили оселитися в сільськогосподарських поселеннях. Саме після цих рухів Всесвітня сіоністська організація послала Шмуеля Явне'елі до Ємену, щоб спонукати євреїв емігрувати до Землі Ізраїлю. Явнеелі досяг Ємену на початку 1911 року і повернувся до Османської Сирії у квітні 1912 року. Завдяки зусиллям Явне'елі близько 1000 євреїв залишили центральний і південний Ємен, а ще кілька сотень прибули до 1914 року.

### 1920-1940-і роки

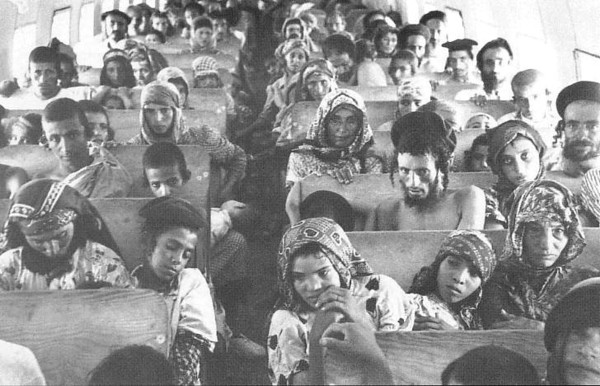
Єменські євреї на шляху з Адена до Ізраїлю.

У 1922 році уряд Ємену під керівництвом Ях'я Мухаммеда Гаміда ад-Діна (Імам Ях'я) знову запровадив давній ісламський закон під назвою «указ про сиріт» . Відповідно до закону, якщо єврейські хлопчики чи дівчатка віком до дванадцяти років залишаються сиротами, вони повинні бути примусово навернені в іслам, їхні зв'язки з сім'ями та громадами повинні бути розірвані, і вони повинні були бути передані мусульманським прийомним сім'ям. Правило базувалося на законі про те, що пророк Мухаммед є «батьком сиріт», а також на тому факті, що євреї в Ємені вважалися «під захистом», і правитель був зобов'язаний піклуватися про них.
Яскравим прикладом є Абдул Рахман аль-Ар'яні, колишній президент Єменської Арабської Республіки, який, як заявляла Доріт Мізрахі, письменниця ізраїльського ультраортодоксального тижневика Mishpaha, був єврейського походження. Вона стверджувала, що була його племінницею, оскільки він був братом її матері. Згідно з її спогадами про події, він народився під ім'ям Зехарія Хадад у 1910 році в єменській єврейській родині в Іббі. Він втратив батьків під час великої епідемії у віці восьми років, і разом зі своєю 5-річною сестрою був насильно навернений в іслам, після чого вони були передані під опіку окремих прийомних сімей. Він виріс у могутній родині аль-Ар'яні та прийняв ісламське ім'я. Пізніше аль-Ар'яні обіймав посаду міністра релігійних пожертв у першому національному уряді Північного Ємену. Він став єдиною цивільною особою, яка очолила Північний Ємен.
Однак інтернет-видання YemenOnline стверджувало, що провело інтерв'ю з кількома членами сім'ї аль-Ар'яні, і на основі цього зробило висновок, що ця заява про єврейське походження є просто «фантазією», яку розповсюдив в 1967 році ізраїльський таблоїд Haolam Hazeh. Також YemenOnline повідомляло, що Зехарія Хадад насправді є Абдулом Рахімом аль-Хаддадом, прийомним братом і охоронцем аль-Ар'яні, який помер у 1980 році. У Абдула Рахіма залишилися десятки синів і онуків.

### 1947—1950

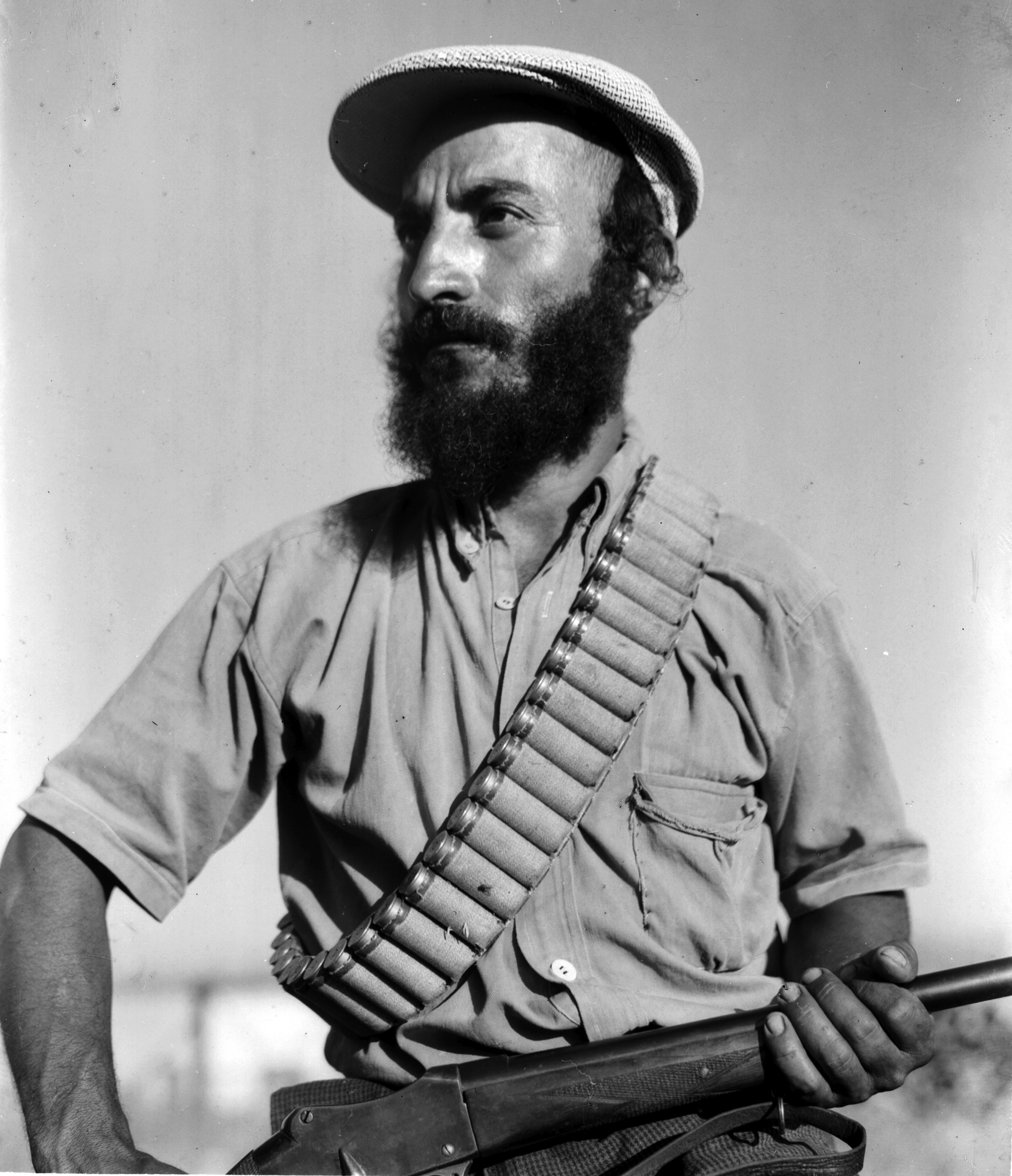
Член єменської хагани на варті мошаву Еляшив

У 1947 році, після голосування про розділ британського мандату у Палестині, араби-мусульмани за підтримки місцевої поліції влаштували погром в Адені, під час якого загинули 82 євреї та були зруйновані сотні єврейських будинків. Єврейська громада Адена була економічно паралізована, оскільки більшість єврейських магазинів і підприємств було зруйновано. На початку 1948 року безпідставна чутка про ритуальне вбивство двох дівчат призвела до мародерства.
Ця все небезпечніша ситуація призвела до еміграції практично всієї єменської та аденської єврейських громад. У цей період понад 50 тисяч євреїв емігрували до Ізраїлю. Операція «Орлині крила» почалася в червні 1949 року і завершилася у вересні 1950 року. Частина операції проходила під час перебігу першої арабо-ізраїльської війни.
Операцію спланував Американський єврейський об'єднаний розподільчий комітет. План полягав у тому, щоб євреї з усього Ємену пробралися до району Адена. Зокрема, євреї мали прибути до табору Хашед і жити там, доки їх не переправлять до Ізраїлю. Хашед був старим британським військовим табором у пустелі, приблизно за милю від міста Шейх Осман. Операція тривала довше, ніж планувалося спочатку. Під час операції сотні мігрантів загинули в таборі Хашед, а також під час перельоту літака до Ізраїлю. До вересня 1950 року майже 50 тисяч євреїв було успішно переправлено літаками до новоствореної держави Ізраїль.

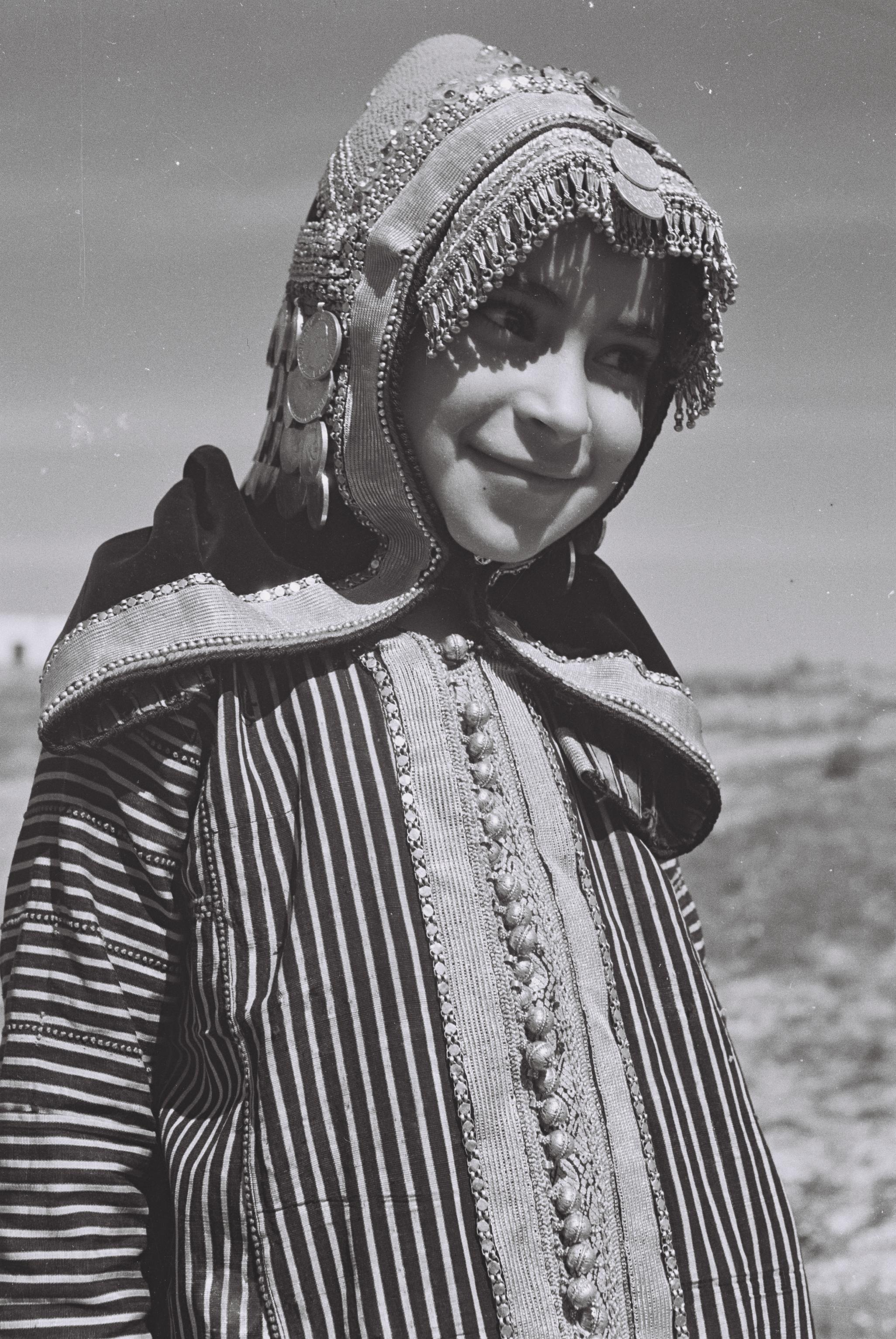
Єменська дівчина в гаргуші, 1947 рік

Коли авіакомпанія Alaska Airlines відправила їх в операцію «Чарівний килим» 50 років тому, Воррен і Меріан Мецгер не усвідомлювали, що вирушають у пригоду всього свого життя. Воррен Метцгер, капітан DC-4, і Маріан Мецгер, бортпровідниця, були частиною того, що виявилося одним із найбільших подвигів у 67-річній історії Alaska Airlines: перевезення тисяч єменських євреїв до новоствореної нації Ізраїль. Логістика всього цього робила завдання складним. Пальне було важко дістати. Екіпажі льотного та технічного обслуговування повинні були бути розміщені на Близькому Сході. І пустельний пісок завдав шкоди двигунам.
Для цього знадобилася велика винахідливість протягом більшої частини 1949 року. Але зрештою, попри те, що в них стріляли і навіть бомбили, місію було виконано – і без жодної втрати життя. «Одна з речей, яка мене по-справжньому зачепила, це коли ми розвантажували літак у Тель-Авіві», — сказала Меріан, яка допомагала ізраїльським медсестрам під час кількох рейсів. «Маленька бабуся підійшла до мене, взяла край мого жакета й поцілувала його. Вона давала мені благословення повернути їх додому. Ми були крилами орла».
І для Меріан, і для Воррена це призначення випало після польотів на іншій великій пригоді авіакомпанії кінця 1940-х років: Берлінському повітряному мосту. «Я поняття не мав, у що я вступаю, абсолютно ніякого», — згадував Воррен, який пішов у відставку в 1979 році з посади головного пілота Alaska Airlines та віце-президента з льотних операцій. «У ті часи це були майже імпровізовані польоти. Навігація була за допомогою розрахунків і зору. По літаках стріляли. Аеропорт Тель-Авіва весь час бомбили. Нам довелося поставити додаткові паливні баки. в літаках, щоб у нас був діапазон, щоб уникнути посадки на арабській території».
Багато єменських євреїв стали нерелігійними через програму перевиховання Єврейського агентства.

### Пізніша еміграція
Меншій безперервній міграції дозволили продовжитися до 1962 року, коли громадянська війна раптово зупинила будь-який подальший вихід євреїв.

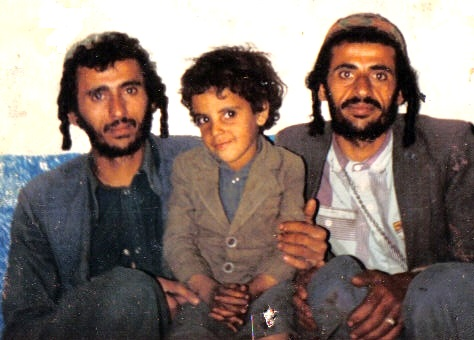
Євреї Амли, Ємен (бл. 1990)

У серпні 1992 року родини з Ємену почали прибувати до Ізраїлю. Основна маса нових іммігрантів почала прибувати влітку 1993 року, продовжуючи прибувати протягом осені та зими того ж року, аж до 1994 року. У 1995 і 1996 роках кількість іммігрантів зменилася. Деякі євреї переїхали до Лондона, де вони оселилися на новому місці.
У лютому 2009 року 10 єменських євреїв іммігрували до Ізраїлю, а в липні 2009 року три родини, або загалом 16 осіб.
У січні 2013 року повідомлялося, що група з 60 єменських євреїв іммігрувала до Ізраїлю в рамках секретної операції, прибувши до Ізраїлю авіарейсом з Катару. Повідомлялося, що це було частиною більшої операції, яка проводилася з метою доставити близько 400 євреїв, які залишилися в Ємені, до Ізраїлю в найближчі місяці.
У березні 2016 року повідомлялося, що Єврейське агентство доставило останніх 19 єменських євреїв до Ізраїлю в ході таємної операції. 14 осіб приїхали з міста Райда, тоді як одна сім'я з п'яти осіб походила зі столиці Сани. До групи з Райди входив рабин громади, який приніс сувій Тори, якому, як вважають, було від 500 до 600 років.
У квітні 2014 року повідомлялося, що в Ємені налічувалося 90 євреїв.
11 жовтня 2015 року депутат Лікуду Аюб Кара заявив, що члени єменської єврейської громади зв'язалися з ним і повідомили, що хуситський уряд Ємену поставив їм ультиматум — або прийняти іслам або покинути країну. Речник партії колишнього президента Алі Абдалли Салеха спростував ці повідомлення як неправдиві.
21 березня 2016 року групу з 19 єменських євреїв було доставлено до Ізраїлю в ході секретної операції. У квітні 2016 року хусити заарештували трьох єменських євреїв, у тому числі рабина Юсефа. 7 червня 2016 року були звільнені євреї, яких раніше було заарештовано в Ємені за допомогу у вивезенні сувою Тори.
У травні 2017 року єменська благодійна організація Mona Relief (Єменська організація гуманітарної допомоги та розвитку) надала допомогу 86 членам єврейської громади в Сані. Повідомлялося, що в 2018 році в Ємені залишалося близько 50 євреїв. У липні 2018 року в інтерв'ю з єменським рабином він стверджував, що до недавньої війни в Ємені, яка вплинула на всі громади Ємену, з ними, безумовно, дуже добре поводилися. Він також сказав, що єменські євреї ніколи не повинні були виїжджати з Ємену, і що він вірить, що тисячі єменських євреїв повернуться до Ємену після закінчення війни.
Станом на березень 2020 року єврейське кладовище в Адені було знищено. 28 квітня 2020 року єменський міністр Моаммер аль-Ар'яні зазначив, що доля останніх 50 євреїв у Ємені невідома.
Згідно зі звітом World Population Review за 2020 рік з переписом єврейського населення за країнами у Ємені немає жодного єврея.
13 липня 2020 року повідомлялося, що хуситська міліція Хуси захоплює останніх євреїв Ємену в окрузі Харіф. У своїй останній згадці про євреїв у Ємені в липні 2020 року Mona Relief повідомила на своєму веб-сайті, що станом на 19 липня 2020 року серед єврейського населення Ємену була лише «жменька» євреїв у Сані.
Згідно з єменськими публікаціями, опублікованими в липні 2020 року, останні дві єврейські родини чекали на депортацію з районів, контрольованих хуситами, що зробило б Ємен, вперше в його сучасній історії, позбавленим євреїв, за винятком сімей братів Сулеймана Муси Салема та Сулеймана Ях'я Хабіба в Сані та сім'ї Салема Муси Мара'бі, яка переїхала до комплексу, що належить Міністерству оборони поблизу посольства США, у 2007 році після того, як хусити напали на них і пограбували їхні будинки. У публікаціях вказувалося, що одна єврейка проживає з братом в окрузі Райда, також одна сімейна пара проживає в окрузі Архаб мухафази Сана. Джерело сказало: "Тепер стало зрозуміло, що хусити хочуть депортувати решту євреїв і не дозволити їм продати своє майно за реальними цінами, і ми здивовані тим, що міжнародне співтовариство та місцеві та міжнародні правозахисні організації мовчать щодо процесу примусової депортації та примусу євреїв залишити свою країну та перешкоджати їм розпоряджатися своїм майном.
У серпні 2020 року з приблизно 100 єменських євреїв, які залишилися, 42 мігрували до Об'єднаних Арабських Еміратів, а решта також планувала виїхати з Ємену найближчим часом.
10 листопада 2020 року Державний департамент США закликав до негайного та безумовного звільнення Леві Салема Муси Мархабі. У заяві для преси йдеться, що Мархабі неправомірно утримувався ополченцями хуситів протягом чотирьох років, попри те, що суд постановив його звільнити у вересні 2019 року. 25 листопада 2020 року повідомлялося, що в Ємені все ще залишаються 38 євреїв.
У грудні 2020 року ізраїльський рабин відвідав єменських євреїв, які втекли до ОАЕ. Станом на 12 січня 2021 року 7 з 38 євреїв виїхали з Ємену до ОАЕ.
28 березня 2021 року хусити змусили 13 євреїв покинути країну, залишивши в Ємені останніх чотирьох літніх євреїв. Згідно з іншим повідомленням, в Ємені залишилося шість євреїв: одна жінка; її брат; 3 інших та Леві Салем Марахбі (який був ув'язнений за допомогу в контрабандному вивезенні сувою Тори з Ємену).
У березні 2022 року Організація Об'єднаних Націй повідомила, що в Ємені залишився лише 1 єврей.

## Відомі постаті
- Ісраель Єшаягу
- Шахар Цубері
- Амнон Їцхак
- Галі Атарі
- Брача Кафіх
- Шошана Дамарі
- Офра Хаза
- Еяль Голан
- Арель Скаат
- Шарон Коен
- Ахіноам Ніні
- Ігаль Амір
- A-WA
- Пеєр Тазі
- Зогар Арґов